# Schweizerische Lokomotiv- und Maschinenfabrik

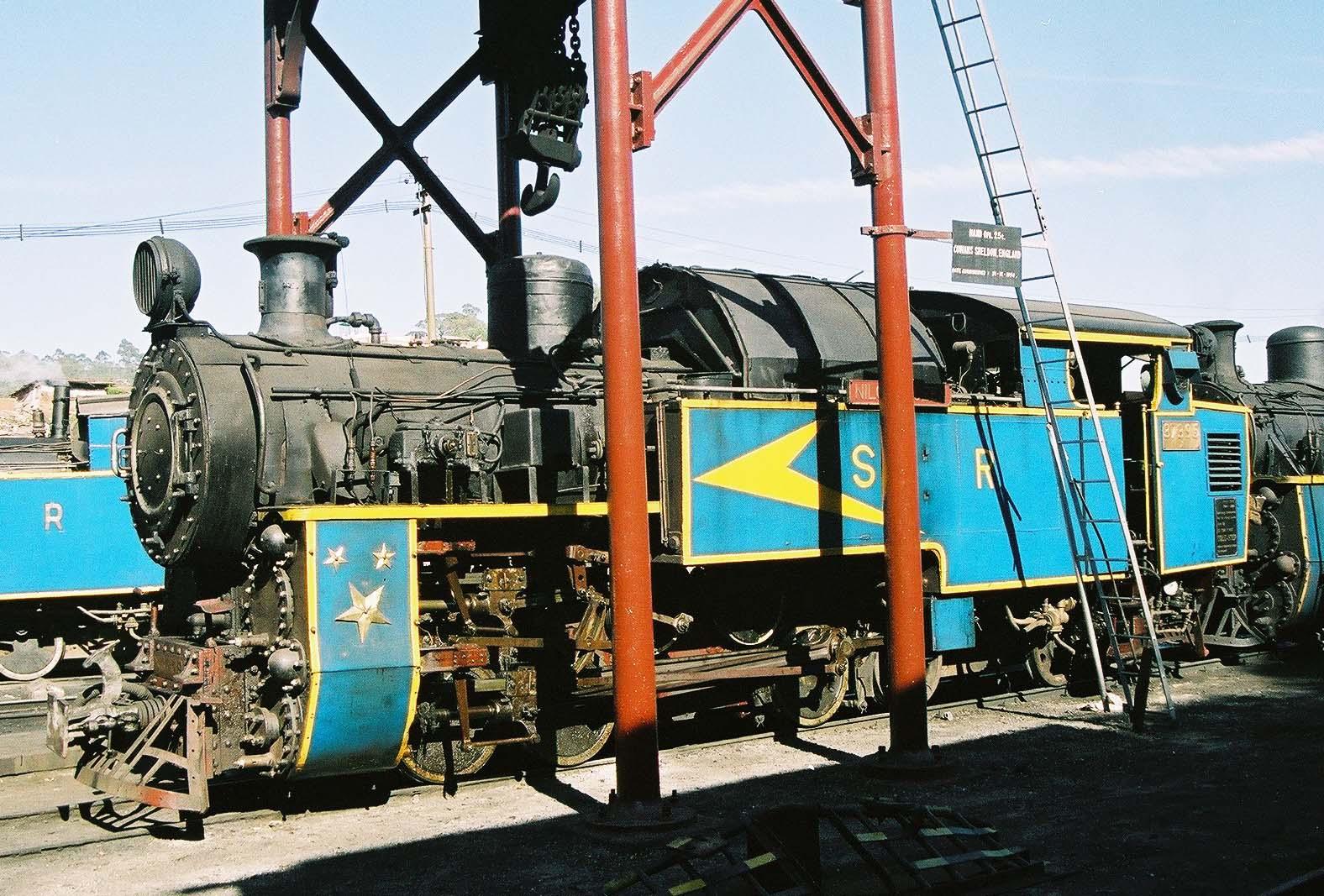
SLM-mozdony Indiában

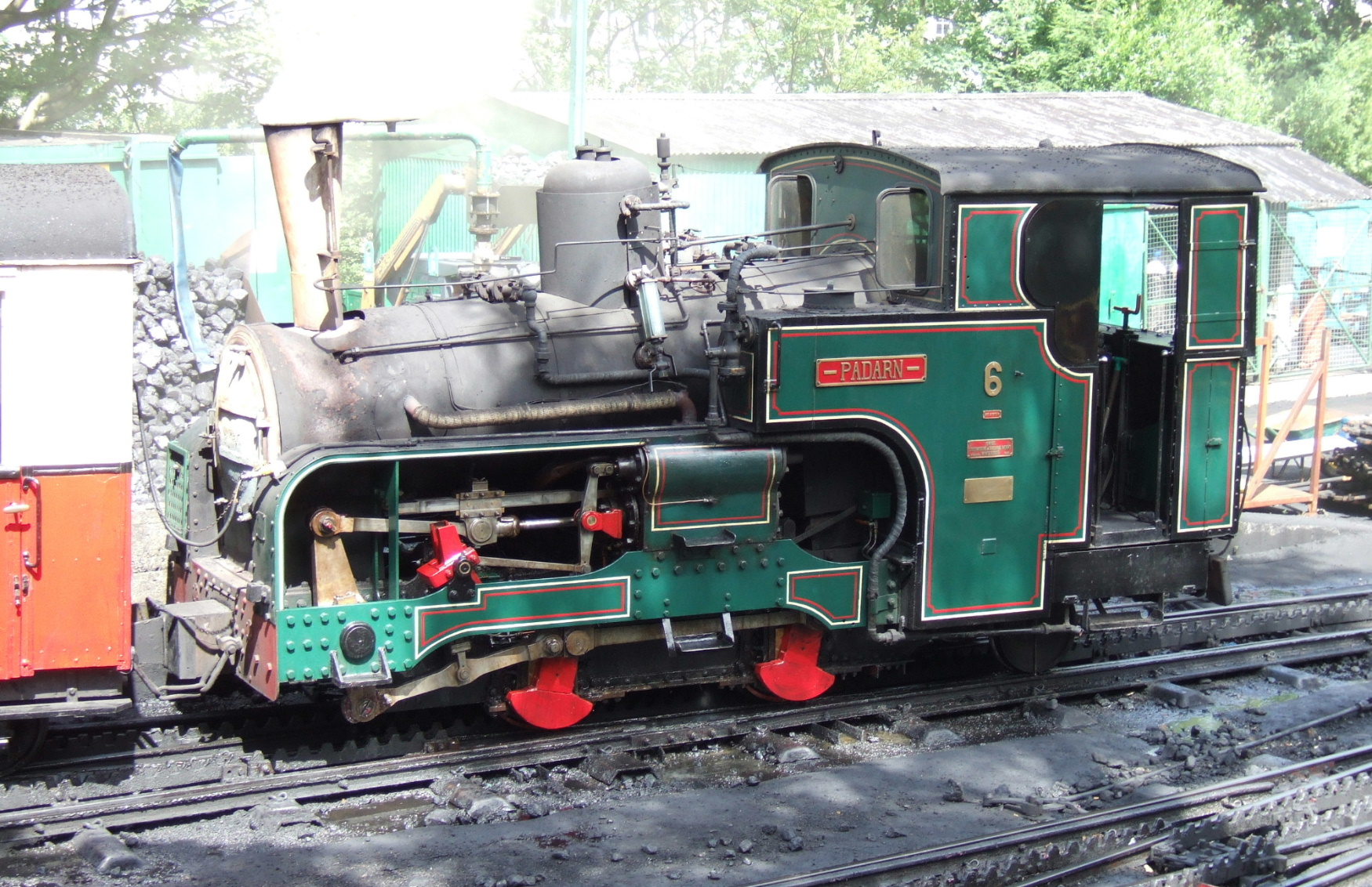
SLM 0-4-2T 2838 1922-ből

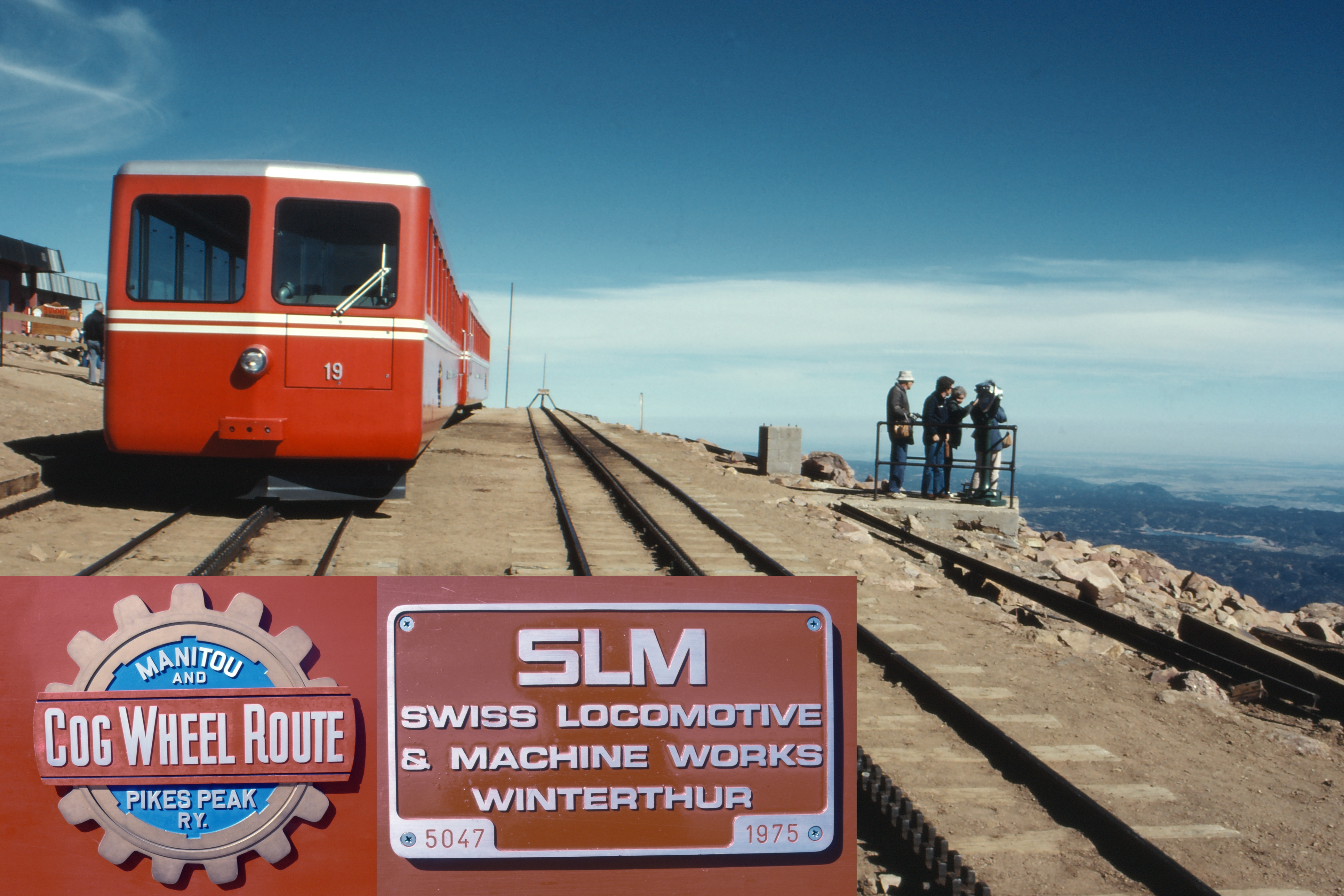
Az USA legmagasabban futó fogaskerekű vasútja (Pikes Peak, 4302 m)

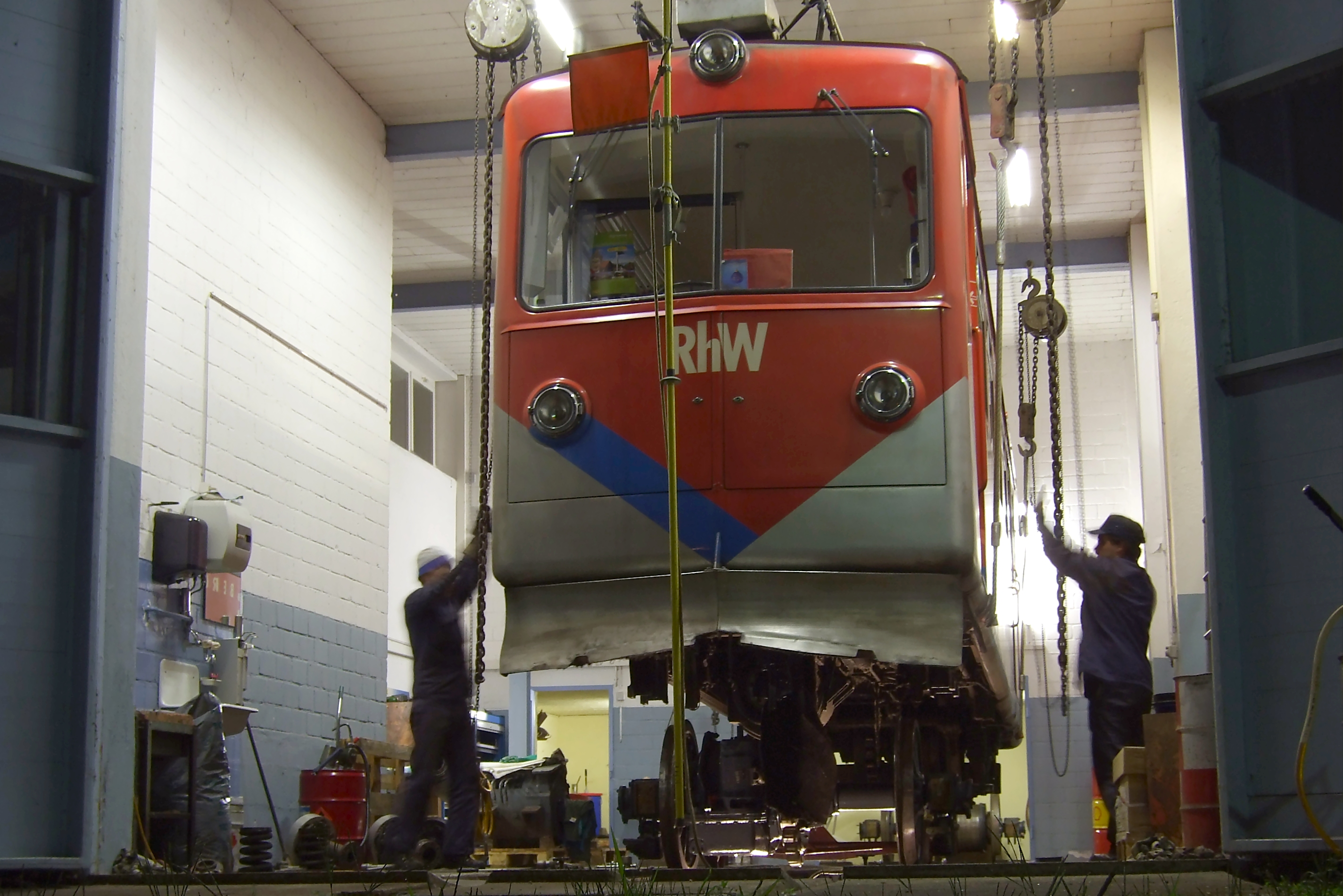
Egy 1958-as RhW kocsi a javítóműhelyben

A Schweizerische Lokomotiv- und Maschinenfabrik (Svájci Mozdony- és Gépgyár) (SLM) svájci nehézipari vállalat volt winterthuri székhellyel. A mozdonytechnológia megszüntetése után (2000) a vállalatot átnevezték WINPRO-ra, és 2005-ben átvette a Stadler Rail.

## Története
A gyárat 1871-ben Charles Brown alapította Winterhornban. Első üzleti sikereit fogaskerekű mozdonyaival érte el, majd villamosokkal. 1890-ben az SLM volt a legnagyobb svájci mozdonygyártó. A különböző gyártókkal, mint a Brown, Boveri & Cie., der Maschinenfabrik Oerlikon und der Société Anonyme des Ateliers de Sécheron együttműködve már korán megépült és Svájcban elterjedt a villamos mozdony, melyhez az SLM szállította az alvázat és a felépítményt.
Svájcban készültek a Schweizerische Bundesbahnen (SBB) sikermozdonyai, mint a Ae 3/6 I, Ae 4/7, Re 4/4 I, Ae 4/4, Ae 6/6, Re 4/4 II, BLS Re 4/4, Re 6/6, Re 450, Re 460 és Re 465 néven. Az utolsónak említett konstrukciónak köszönhetően Norvégiában, Finnországban és Hongkongban is nyertek pályázatokon.
A mozdonyok mellett motor-, traktor- és szivattyúgyártó részleg is volt. A Sulzerrel történt 1961-es egyesülése után ezeken a részlegeken a termelést megszüntették.
Az első mozdony, amely elhagyta a Svájci Mozdony és Gépgyár üzemét, a Vitznau-Rigi-Bahnnak 1873-ban épült Nr. 7 volt. A Nr. 7 sajátossága az volt, hogy függőleges kazánnal épült. Így a fűtéscsöveket ferde helyzetben (hegymenet) is teljesen körülvette a víz a kazánrobbanás kockázatának minimalizálása érdekében. A No. 7-et 1937-ben selejtezték. Ez ma Luzernben látható kiállítva a Közlekedési Múzeumban, és jubileumok alkalmából újra üzemel.

## Fordítás
- Ez a szócikk részben vagy egészben  a   Schweizerische Lokomotiv- und Maschinenfabrik című német Wikipédia-szócikk fordításán alapul.  Az eredeti cikk szerkesztőit annak laptörténete sorolja fel. Ez a jelzés csupán a megfogalmazás eredetét és a szerzői jogokat jelzi, nem szolgál a cikkben szereplő információk forrásmegjelöléseként.